# Плавання на літніх Олімпійських іграх 2020 — 100 метрів брасом (чоловіки)
Змагання з плавання на 100 метрів брасом серед чоловіків на літніх Олімпійських іграх 2020 відбулися 24-26 липня 2021 року в Олімпійському центрі водних видів спорту. Це була чотирнадцята поспіль поява цієї дисципліни на Олімпійських іграх. Її проводили на кожній Олімпіаді починаючи з 1968 року.

## Рекорди
Перед цими змаганнями чинні світовий і олімпійський рекорди були такими:
| Світовий рекорд     | Адам Піті (GBR) | 56.88 | Кванджу, Південна Корея  | 21 липня 2019 | [ 2 ]       |
| Олімпійський рекорд | Адам Піті (GBR) | 57.13 | Ріо-де-Жанейро, Бразилія | 7 серпня 2016 | [ 3 ] [ 4 ] |

## Кваліфікація
Олімпійський кваліфікаційний норматив для цієї дисципліни становить 59,93 секунди. За цим нормативом від кожного Національного олімпійського комітету (NOC) можуть автоматично кваліфікуватися щонайбільше два плавці, виконавши його на затверджених кваліфікаційних змаганнях. Норматив олімпійського відбору становить 1 хвилина 1,73 секунди. За цим нормативом від кожного НОК може кваліфікуватися щонайбільше один плавець, що посідає досить високе місце у світовому рейтингу, поки не буде вичерпано квоту для всіх плавальних дисциплін. НОК, що ще не має плавця в жодній дисципліні, може скористатися зі свого права на універсальну квоту.

## Формат змагань
Змагання складаються з трьох раундів: попередні запливи, півфінали та фінал. Плавці, що показали 16 найкращих результатів у попередніх запливах, виходять до півфіналів. Плавці, що показали 8 найкращих результатів у півфіналах, виходять до фіналу. У тому разі, коли на останнє місце потрапляння до півфіналів чи фіналу претендують два чи більше плавця з однаковим часом, передбачено перепливання.

## Розклад
Змагання тривають три дні, кожний раунд наступного дня.
Вказано японський стандартний час (UTC + 9)
| Дата     | Час   | Раунд             |
| -------- | ----- | ----------------- |
| 24 липня | 20:25 | Попередні запливи |
| 25 липня | 11:33 | Півфінали         |
| 26 липня | 11:12 | Фінал             |

## Результати

### Попередні запливи
Плавці, що показали 16 найкращих результатів незалежно від запливу, виходять до півфіналу.
| Місце | Заїзд | Доріжка | Ім'я                        | Країна                                | Час     | Примітки |
| ----- | ----- | ------- | --------------------------- | ------------------------------------- | ------- | -------- |
| 1     | 7     | 4       | Адам Піті                   | Велика Британія (GBR)                 | 57.56   | Q        |
| 2     | 6     | 4       | Арно Каммінга               | Нідерланди (NED)                      | 57.80   | Q        |
| 3     | 5     | 4       | Майкл Ендрю                 | США (USA)                             | 58.62   | Q        |
| 4     | 7     | 5       | Ніколо Мартіненьї           | Італія (ITA)                          | 58.68   | Q        |
| 5     | 7     | 3       | Ян Цзібей                   | Китай (CHN)                           | 58.75   | Q        |
| 6     | 5     | 5       | Джеймс Вілбі                | Велика Британія (GBR)                 | 58.99   | Q        |
| 7     | 6     | 3       | Ендрю Вілсон                | США (USA)                             | 59.03   | Q        |
| 8     | 7     | 8       | Феліпе Ліма                 | Бразилія (BRA)                        | 59.17   | Q        |
| 9     | 6     | 5       | Ілля Шиманович              | Білорусь (BLR)                        | 59.33   | Q        |
| 9     | 7     | 1       | Федеріко Поджо              | Італія (ITA)                          | 59.33   | Q        |
| 11    | 5     | 1       | Лукас Мацерат               | Німеччина (GER)                       | 59.40   | Q        |
| 11    | 6     | 8       | Рюя Мура                    | Японія (JPN)                          | 59.40   | Q        |
| 13    | 5     | 7       | Андрюс Шідлаускас           | Литва (LTU)                           | 59.46   | Q        |
| 14    | 6     | 6       | Фабіан Швінґеншлеґль        | Німеччина (GER)                       | 59.49   | Q        |
| 15    | 5     | 3       | Антон Чупков                | Олімпійський комітет Росії (ROC)      | 59.55   | Q        |
| 16    | 7     | 2       | Кирило Пригода              | Олімпійський комітет Росії (ROC)      | 59.68   | Q        |
| 17    | 5     | 6       | Баландін Дмитро Ігорович    | Казахстан (KAZ)                       | 59.75   |          |
| 18    | 6     | 7       | Беркай Омер Огретір         | Туреччина (TUR)                       | 59.82   |          |
| 19    | 7     | 6       | Емре Сакчи                  | Туреччина (TUR)                       | 59.87   |          |
| 20    | 4     | 5       | Чу Сон Че                   | Південна Корея (KOR)                  | 59.99   |          |
| 21    | 3     | 5       | Матті Маттссон              | Фінляндія (FIN)                       | 1:00.02 |          |
| 22    | 6     | 2       | Метью Вілсон                | Австралія (AUS)                       | 1:00.03 |          |
| 23    | 7     | 7       | Сьома Сато                  | Японія (JPN)                          | 1:00.04 |          |
| 24    | 4     | 3       | Зак Стабблеті-Кук           | Австралія (AUS)                       | 1:00.05 |          |
| 25    | 5     | 8       | Каспар Корбо                | Нідерланди (NED)                      | 1:00.13 |          |
| 26    | 6     | 1       | Чаба Сіладі                 | Сербія (SRB)                          | 1:00.19 |          |
| 27    | 4     | 1       | Денис Петрашов              | Киргизстан (KGZ)                      | 1:00.23 |          |
| 28    | 2     | 4       | Жеремі Депланш              | Швейцарія (SUI)                       | 1:00.29 |          |
| 29    | 4     | 2       | Дарра Ґрін                  | Ірландія (IRL)                        | 1:00.30 |          |
| 30    | 3     | 4       | Бернгард Райтсгаммер        | Австрія (AUT)                         | 1:00.41 |          |
| 31    | 3     | 7       | Хорхе Мурільйо              | Колумбія (COL)                        | 1:00.62 |          |
| 32    | 3     | 2       | Любомир Єпітропов           | Болгарія (BUL)                        | 1:00.71 |          |
| 33    | 4     | 7       | Тео Бусьєр                  | Франція (FRA)                         | 1:00.75 |          |
| 34    | 4     | 6       | Каю Пумпутіс                | Бразилія (BRA)                        | 1:00.76 |          |
| 35    | 3     | 6       | Андре Кліппенберґ Ґріндгейм | Норвегія (NOR)                        | 1:00.86 |          |
| 36    | 4     | 8       | Гедрюс Тітяніс              | Литва (LTU)                           | 1:00.92 |          |
| 37    | 4     | 4       | Міхал Гаулі                 | ПАР (RSA)                             | 1:01.22 |          |
| 38    | 3     | 3       | Ґейб Мастроматтео           | Канада (CAN)                          | 1:01.56 |          |
| 39    | 3     | 1       | Хосуе Домінгес              | Домініканська Республіка (DOM)        | 1:01.86 |          |
| 40    | 3     | 8       | Ізаак Бастіан               | Багамські Острови (BAH)               | 1:01.87 |          |
| 41    | 2     | 6       | Амро Аль-Вір                | Йорданія (JOR)                        | 1:02.17 |          |
| 42    | 2     | 3       | Едріел Сейнс                | Американські Віргінські Острови (ISV) | 1:02.43 |          |
| 43    | 2     | 5       | Хуліо Оррего                | Гондурас (HON)                        | 1:02.45 |          |
| 44    | 2     | 2       | Себастьєн Коума             | Малі (MLI)                            | 1:02.84 |          |
| 45    | 2     | 7       | Абобакр Абасс               | Судан (SUD)                           | 1:04.46 |          |
| 46    | 1     | 4       | Міка Масей                  | Американське Самоа (ASA)              | 1:04.93 |          |
| 47    | 1     | 3       | Мухаммад Іса Ахмад          | Бруней (BRU)                          | 1:08.65 |          |
| 48    | 1     | 5       | Аміні Фонуа                 | Тонга (TGA)                           | DSQ     |          |
| 48    | 5     | 2       | Тобіас Б'єрґ                | Данія (DEN)                           | DSQ     |          |

### Півфінали
Плавці, що показали 8 найкращих результатів незалежно від запливу, виходять до фіналу.

#### Півфінал 1
| Місце | Доріжка | Ім'я                 | Країна                           | Час   | Примітки |
| ----- | ------- | -------------------- | -------------------------------- | ----- | -------- |
| 1     | 4       | Арно Каммінга        | Нідерланди (NED)                 | 58.19 |          |
| 2     | 5       | Ніколо Мартіненьї    | Італія (ITA)                     | 58.28 |          |
| 3     | 3       | Джеймс Вілбі         | Велика Британія (GBR)            | 59.00 |          |
| 4     | 1       | Фабіан Швінґеншлеґль | Німеччина (GER)                  | 59.32 |          |
| 5     | 8       | Кирило Пригода       | Олімпійський комітет Росії (ROC) | 59.44 |          |
| 6     | 6       | Феліпе Ліма          | Бразилія (BRA)                   | 59.80 |          |
| 7     | 7       | Рюя Мура             | Японія (JPN)                     | 59.82 |          |
| 8     | 2       | Федеріко Поджо       | Італія (ITA)                     | 59.91 |          |

#### Півфінал 2
| Місце | Доріжка | Ім'я              | Країна                           | Час   | Примітки |
| ----- | ------- | ----------------- | -------------------------------- | ----- | -------- |
| 1     | 4       | Адам Піті         | Велика Британія (GBR)            | 57.63 |          |
| 2     | 3       | Ян Цзібей         | Китай (CHN)                      | 58.72 |          |
| 3     | 5       | Майкл Ендрю       | США (USA)                        | 58.99 |          |
| 4     | 2       | Ілля Шиманович    | Білорусь (BLR)                   | 59.08 |          |
| 5     | 6       | Ендрю Вілсон      | США (USA)                        | 59.18 |          |
| 6     | 7       | Лукас Мацерат     | Німеччина (GER)                  | 59.31 |          |
| 7     | 1       | Андрюс Шідлаускас | Литва (LTU)                      | 59.82 |          |
| 8     | 8       | Антон Чупков      | Олімпійський комітет Росії (ROC) | 59.93 |          |

### Фінал
| Місце | Доріжка | Ім'я              | Країна                | Час   | Примітки |
| ----- | ------- | ----------------- | --------------------- | ----- | -------- |
| 1     | 4       | Адам Піті         | Велика Британія (GBR) | 57.37 |          |
| 2     | 5       | Арно Каммінга     | Нідерланди (NED)      | 58.00 |          |
| 3     | 3       | Ніколо Мартіненьї | Італія (ITA)          | 58.33 |          |
| 4     | 2       | Майкл Ендрю       | США (USA)             | 58.84 |          |
| 5     | 7       | Джеймс Вілбі      | Велика Британія (GBR) | 58.96 |          |
| 6     | 6       | Ян Цзібей         | Китай (CHN)           | 58.99 |          |
| 6     | 8       | Ендрю Вілсон      | США (USA)             | 58.99 |          |
| 8     | 1       | Ілля Шиманович    | Білорусь (BLR)        | 59.36 |          |